# 伊米神社八幡宮

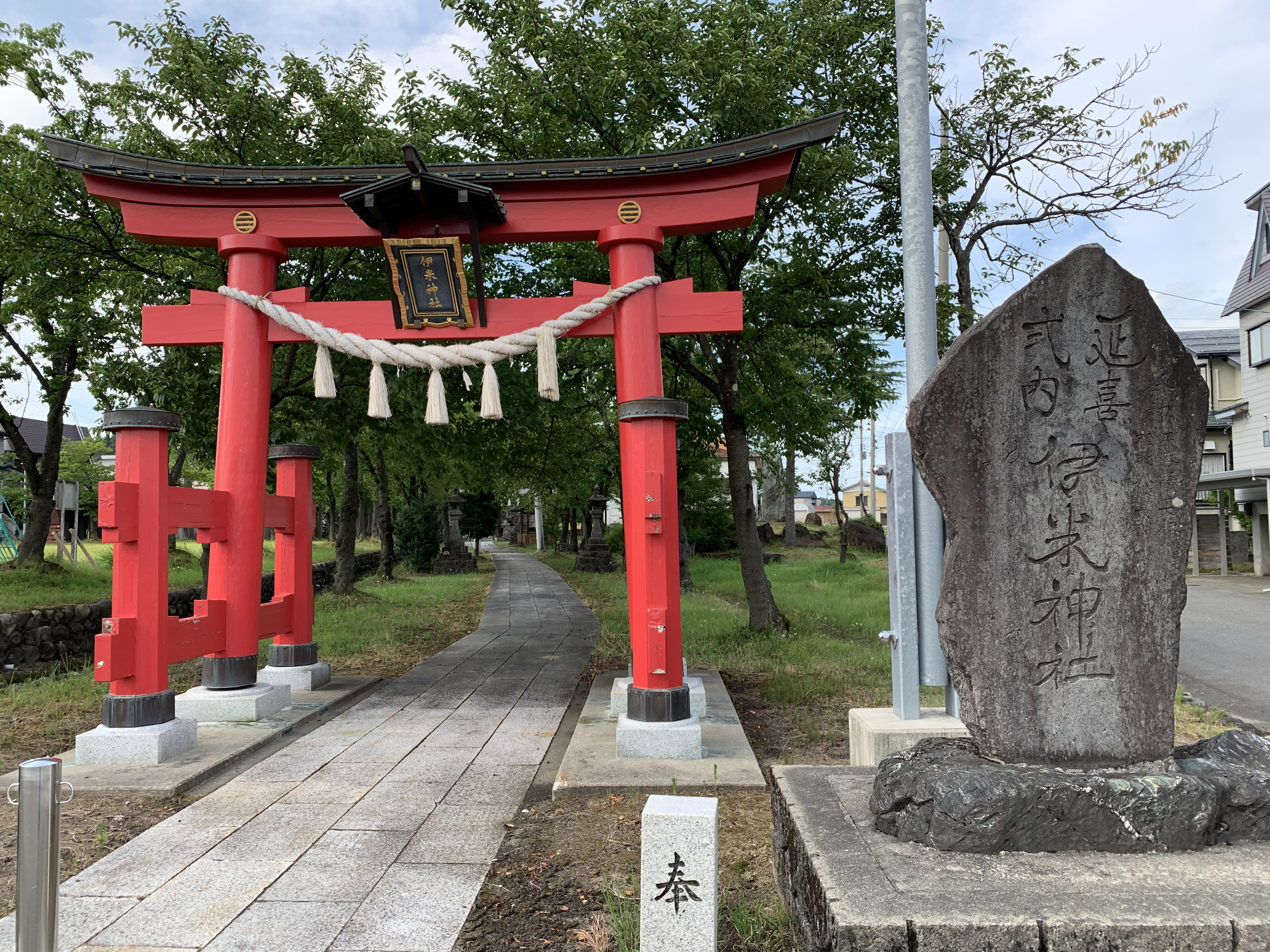
鳥居

伊米神社八幡宮（いめじんじゃはちまんぐう）は、新潟県小千谷市桜町にある神社。『延喜式神名帳』に魚沼郡五座の一つとして記されている「伊米神社」の論社の一つ。

## 祭神
- 天香語山命
- 別魂伊米大神（『越後国式内神社考』）
- 津島姫命（『越後国式内神社考』）
- 市杵島姫命（『越後国式内神社考』）
- 石凝登売命（『温古之栞』）
- 誉田別命（相殿）

## 歴史
天香語山命が、越国平定を命じられ、この地に着いた。始めは上伊米（同市両新田）に住み、後に下伊米（同市桜町）に住み、その後、現在伊米八幡宮がある伊米ヶ原と呼ばれる地に住んだ。『伊米八幡宮古証書上』には、「伊米大神は伊米彦命にて、此所に鎮まり給う。即ち伊米原と申す也。一男一女を出産す。兄命の名は神稲長穂、妹の姫の名は伊米多良姫と申す。（中略）伊米長穂王坐したる所を今に上伊米と言い、伊米多良姫坐したる所を下伊米と言う。」と記されている。また、この地にいた頃、手栗彦命とも呼ばれていたという。源義家がこの地を通った際、この地の蝦夷と戦になった。家来の永野氏は義家を遠国橋の下に隠し、命を救った。義家は兜の中の守り本尊を八幡宮として祀り、永野氏にこの地を治めさせた。又は、1064年、源義家が、奥州から京都への帰り、行く時に戦勝祈願した結果奥州平定が出来たので、お礼に永野（後の中町）･阿部又は中町･永野の二人の家来に八幡神社を守るために残したという。その後、八幡宮は伊米神社と共に祀られた。

## 摂末社
- 山王大権現（一宮村龍上ル）
- 宇都宮神社（一宮村新保）
- 草薙大権現（一宮村草薙）
- 羽黒大権現（一宮村羽黒）
- 諏訪大明神（一宮村油新田）
- 山宮諏訪（一宮村宮山）
- 神明社（一宮村山田）
- 倉稲魂社（一宮村羽黒）
- 阿弥陀堂（現在の小千谷西高等学校の場所にあった）
  - 一宮村は現在の桜町周辺の地域。

## 神伊米清水
上伊米清水と下伊米清水がある。
- 伊米の神に祈りながら飲むと、邪気･災厄が祓われるという。
- 上伊米清水を飲むと左目、下伊米清水を飲むと右目が良くなるという。
- 男性は上伊米清水、女性は下伊米清水を飲むと、病気が治るという。

- 藤原時平の奥方と藤原兼平が、同市吉谷へ向かう途中、喉が渇いたが水がない時に、兼平が京都のほうをむき、菅原道真公に「藤原一族の罪を許し、水を与えてください。」と祈ると、水が沸いてきた。それを、感銘の水と呼んだという伝説がある。しかし、「神伊米」と「感銘」が似ている為できた話だともいう。

## 社殿
- 本殿
  - 神明造
  - 南向丸柱
  - 萱葺
  - 間口 一間一尺
  - 奥行き 一間一尺
- 拝殿
  - 丸柱
  - 萱葺
  - 間口 四間
  - 奥行き 四間
- 幣殿
  - 神明造
  - 萱葺
  - 間口 二間一尺
  - 奥行き 二間半